# سار بال‌خرمایی
سار بال خرمایی (نام علمی: Onychognathus fulgidus) نام یک گونه از تیره سار است.